# 古杣

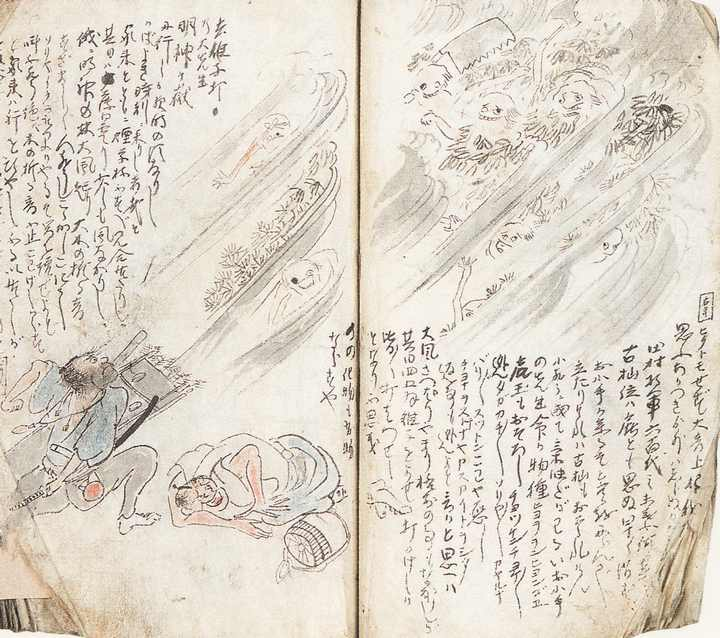
『絵本集艸』より「古杣」

古杣（ふるそま）は、四国に伝わる怪音現象。音のみの妖怪とされることもある。また、同様の怪異が日本各地に伝承されている。

## 概要
高知県土佐郡、香美郡、幡多郡、長岡郡、徳島県祖谷山などで、山を生活の場としている地方に伝えられている。
樵たちが仕事を終えて山を降りた後、夜中に山の方から「カーン、カーン」と木を切るような音や木を挽く音が聞こえ、やがて「バリバリバリッ」「ドーン」と大木の倒れる音がする。これを聞いた人々は、なぜこんな夜に木を切るのかと奇異に思い、夜が明けてから山に入り、音の響いた辺りへ行って見るが、木を切った跡も倒れた木もどこにもない、というものである。
長岡郡では夜間のみならず日中でもこの現象が起きるといい、木の倒れる音の前に「行くぞー、行くぞー」と声が響くという。室戸市では音がするだけでなく、何者かが山小屋を揺すったりするともいう。
名称の「杣」には樵という意味があり、土佐の言い伝えでは、倒れてきた大木の下敷きになって死んだ樵の亡霊の仕業といわれている。高岡郡大野見村（現・中土佐町）や津野町の伝承では、かつて盗伐中に死んだ者の霊といわれる。山神の仕業ともいう。
また高知市では、樵が山中に置き忘れた墨差しに魂が宿って古杣となるという伝承もあり、墨差しが持ち主の死後に山仕事をしているものが古杣ともいう。幡多郡大正町（現・四万十市）では墨差しと墨壷が古杣となるといい、吾川郡いの町では墨差し、黒壷の性根、山中で突然死した浮かばれない霊が一緒になって古杣を起こすといわれる。徳島県三好市では、かつてある樵が親方と口論した末、山中の木を切れないまじないとして墨差しを埋めたため、そこから木を切る音が聞こえるという。

## 同様の怪異
同様の山中での音の怪異は全国各地に伝承がある。

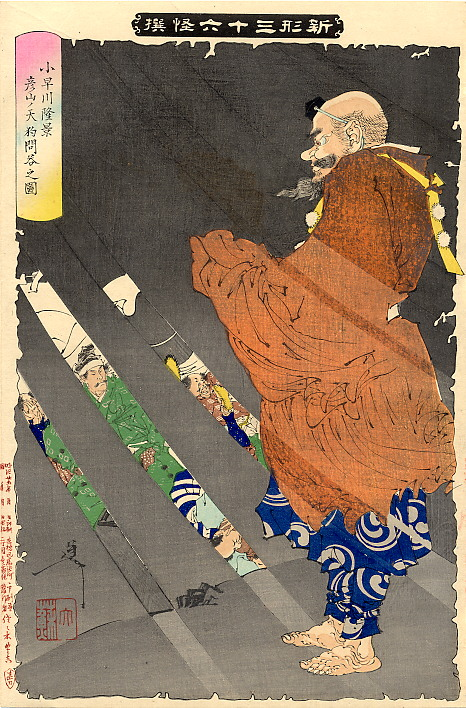
英彦山の天狗。月岡芳年画『新形三十六怪撰』より「小早川隆景彦山ノ天狗問答之図」

天狗倒し（てんぐだおし）
天狗の仕業とされる古杣と同様の怪異。同様に、山中を歩いていると、大木を切るような音が聞こえ、続いて地響きと共に大樹の倒れる音がするが、その音がした方へ行ってみても、やはり木が切られた痕跡はないというものである。突風が吹いたような轟音が急に起こることを、天狗が突然降りてくるものとして天狗倒しということもあり、日本三大修験道の山の一つとされる英彦山で起きることがよく知られている。長野県南佐久郡北相木村では、天狗倒しは冬に多かったという。
埼玉県飯能市の嶬峠の裏の椚平（くぬぎだいら）や久通、栃尾谷の上の四本松と呼ばれる山などの山小屋で泊まっていると、外で木を伐ったり、それがドカンと倒れる音が盛んにするが、朝になってみると小屋の周りにはどこにも木が倒れていず「天狗倒し」と人は呼んだという。奈良県吉野郡天川村でも、昔はよく山でゴチゴチと木を伐る音がした。ある月の良い晩に外へ出てみると、ゴチゴチと木を伐る音がしてやがてカンカンと木に楔を打つ音がし、ついで木の倒れる音がした。木の倒れるのも月夜だからよく見えたが、妙なことがあるものだと翌日見に行くと、何もなかったという。
山梨県東八代郡芦川村（現・笛吹市）の中芦川部落では、天狗倒しは山の神の仕業といわれる。栃木県安蘇郡田沼町（現・佐野市）では、山仕事の合間に仮眠をとる前に「○○時になったら起こして下さい」と山の神にお願いしておくと、その時刻に山の神が天狗倒しによって目覚めさせてくれるといわれる。
狐狸の仕業ともいわれ、国東半島ではタヌキが尻尾で木を叩いて木が倒れる音を起こして人を騙すものを天狗倒しという。福島県福島市飯坂地区での天狗倒しはタヌキのほかにキツネの仕業ともいわれ、燃えさしをぶつければ消えるといわれる。
民俗学者・桜井徳太郎は、人里と離れた山中を歩くことによる不安な心理から、このような山中の音の怪異の伝承が生まれたものとする説を述べている。
空木返し（そらきがえし）
鹿児島県肝属郡百引村（現・鹿屋市）や大分県に伝わる怪異。同様に、山中で大木の倒れる音がするが、その音がした方へ行ってみても、やはり木が切られた痕跡はないというものである。
天狗倒し同様に天狗の仕業とされるほか、キツネやタヌキの仕業とする地方もあり、大分での空木返しはタヌキが後足で石を蹴って人を脅かすものという。
空木倒し（からきだおし）
鹿児島県東部などでいう古杣と同様の怪異。新潟県岩船郡三面村（現・村上市）でいう空木倒しはムジナによる悪戯といわれ、夜中の山中から斧で大木を切る音が聞こえ、やがて木が倒れる音が響くが、木が地面に落ちた音は聞こえないという。福島県での空木倒しは天狗倒しと同様、深山の幽谷に棲む天狗が起こすものといわれる。
杖突（つえつき）
土佐民俗学会発行による『近世土佐妖怪資料』に「杖突古杣と云事」として古杣と共に記述のある土佐の怪異。土佐郡蓮池村（現・高知市）で夜分に何者かが杖を突くような音を立てて通るといい、これに遭うと死んでしまうといわれる。